# Список дипломатичних місій Великої Британії

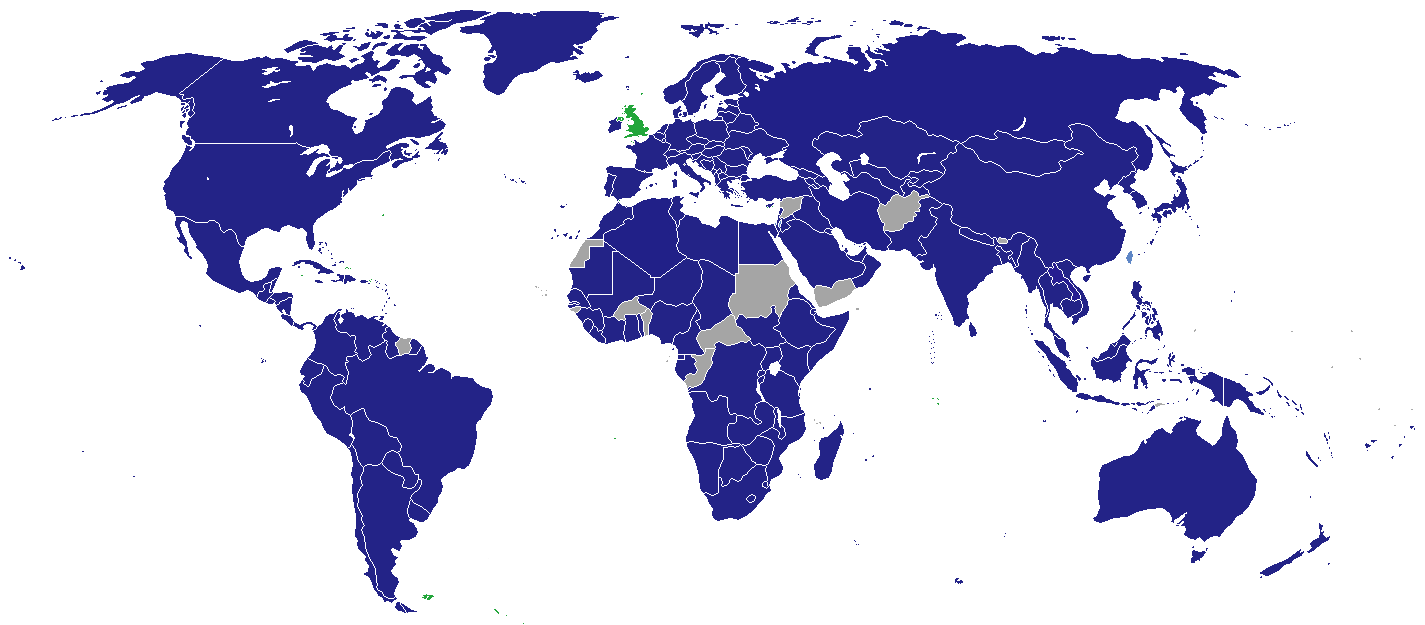
Країни, в яких є посольство чи висока комісія Великої Британії.

Нижче представлений список дипломатичних місій Об'єднаного Королівства Великої Британії та Північної Ірландії, за виключенням почесних консульств. Велика Британія має одну із найширших мереж дипломатичних представництв в світі. Дипломатичні представництва в країнах-членах Співдружності націй називаються високими комісіями, кожну з яких очолює високий комісар. В Індії, Пакистані та Нігерії, які є країнами співдружності, генеральні консульства називаються представництвами високої комісії (англ. Deputy High Commission), а їх очільники називаються заступниками високого комісара, хоча ця термінологія поступово виходить із вжитку.

## Посольства і консульства

### Європа
- Австрія: Відень — посольство
- Албанія: Тирана — посольство
- Бельгія: Брюссель — посольство
- Білорусь: Мінськ — посольство
- Болгарія: Софія — посольство
- Боснія і Герцеговина: Сараєво — посольство
- Боснія і Герцеговина: Баня-Лука — посольський офіс
- Ватикан: Рим — посольство
- Греція: Афіни — посольство
- Греція: Салоніки — консульство
- Греція: Іракліон — консульство
- Данія: Копенгаген — посольство
- Естонія: Таллінн — посольство
- Ірландія: Дублін — посольство
- Ісландія: Рейк'явік — посольство
- Іспанія: Мадрид — посольство
- Іспанія: Барселона — генеральне консульство
- Іспанія: Аліканте — консульство
- Іспанія: Більбао — консульство
- Іспанія: Малага — консульство
- Іспанія: Пальма-де-Майорка — консульство
- Іспанія: Санта-Крус-де-Тенерифе — консульство
- Іспанія: Ібіца — консульство
- Іспанія: Лас-Пальмас-де-Гран-Канарія — консульство
- Італія: Рим — посольство
- Італія: Мілан — генеральне консульство
- Італія: Неаполь — консульство
- Косово: Приштина — посольство
- Латвія: Рига — посольство
- Литва: Вільнюс — посольство
- Люксембург: Люксембург — посольство
- Мальта: Валлетта — висока комісія
- Молдова: Кишинів — посольство
- Нідерланди: Гаага — посольство
- Нідерланди: Амстердам — генеральне консульство
- Німеччина: Берлін — посольство
- Німеччина: Дюссельдорф — генеральне консульство
- Німеччина: Мюнхен — генеральне консульство
- Норвегія: Осло — посольство
- Польща: Варшава — посольство
- Португалія: Лісабон — посольство
- Португалія: Порту — консульство
- Португалія: Портімау — консульство
- Північна Македонія: Скоп'є — посольство
- Росія: Москва — посольство
- Росія: Єкатеринбург — генеральне консульство
- Росія: Санкт-Петербург — генеральне консульство
- Румунія: Бухарест — посольство
- Сербія: Белград — посольство
- Словаччина: Братислава — посольство
- Словенія: Любляна — посольство
- Угорщина: Будапешт — посольство
- Україна: Київ — посольство
- Фінляндія: Гельсінкі — посольство
- Франція: Париж — посольство
- Франція: Бордо — консульство
- Франція: Марсель — консульство
- Франція: Ліон — бюро торгівлі та інвестицій
- Хорватія: Загреб — посольство
- Чехія: Прага — посольство
- Чорногорія: Подгориця — посольство
- Швейцарія: Берн — посольство
- Швеція: Стокгольм — посольство

### Азія
- Азербайджан: Баку — посольство
- Афганістан: Кабул — посольство
- Бангладеш: Дакка — висока комісія
- Бангладеш: Сілет — консульський офіс
- Бахрейн: Манама — посольство
- Бруней: Бандар-Сері-Бегаван — висока комісія
- В'єтнам: Ханой — посольство
- В'єтнам: Хошимін — генеральне консульство
- Вірменія: Єреван — посольство
- Грузія: Тбілісі — посольство
- Ємен: Сана — посольство
- Ємен: Ходейда — консульство
- Ізраїль: Тель-Авів — посольство
- Ізраїль: Єрусалим — генеральне консульство
- Індія: Нью-Делі — висока комісія
- Індія: Бенгалуру — офіс заступника високого комісара
- Індія: Ченнаї — представництво високої комісії
- Індія: Колката — представництво високої комісії
- Індія: Мумбаї — представництво високої комісії:
- Індія: Хайдерабад — бюро торгівлі
- Індонезія: Джакарта — посольство
- Індонезія: Балі — консульство
- Ірак: Багдад — посольство
- Ірак: Басра — генеральне консульство
- Ірак: Ербіль — генеральне консульство
- Іран: Тегеран — посольство
- Йорданія: Амман — посольство
- Казахстан: Астана — посольство
- Казахстан: Алмати — посольський офіс
- Камбоджа: Пномпень — посольство
- Катар: Доха — посольство
- Киргизстан: Бішкек — посольство
- Кіпр: Нікосія — висока комісія
- КНР: Пекін — посольство
- КНР: Чунцін — генеральне консульство
- КНР: Гуанчжоу — генеральне консульство
- КНР: Гонконг — генеральне консульство (підпорядковується безпосередньо Форин-офісу)
- КНР: Шанхай — генеральне консульство
- КНР: Ухань — генеральне консульство
- Кувейт: Ель-Кувейт — посольство
- Лаос: В'єнтьян — посольство
- Ліван: Бейрут — посольство
- Малайзія: Куала-Лумпур — висока комісія
- Монголія: Улан-Батор — посольство
- М'янма: Янгон — посольство
- Непал: Катманду — посольство
- ОАЕ: Абу-Дабі — посольство
- ОАЕ: Дубай — генеральне консульство
- Оман: Маскат — посольство
- Пакистан: Ісламабад — висока комісія
- Пакистан: Карачі — представництво високої комісії
- Пакистан: Лахор — бюро торгівлі та інвестицій
- Південна Корея: Сеул — посольство
- Північна Корея: Пхеньян — посольство
- Саудівська Аравія: Ер-Ріяд — посольство
- Саудівська Аравія: Джидда — генеральне консульство
- Саудівська Аравія: Ель-Хубар — бюро торгівлі
- Сінгапур: Сінгапур — висока комісія
- Таджикистан: Душанбе — посольство
- Таїланд: Бангкок — посольство
- Таїланд: Чіангмай — генеральне консульство
- Тайвань: Тайбей — британське бюро
- Туреччина: Анкара — посольство
- Туреччина: Стамбул — генеральне консульство
- Туреччина: Анталья — консульство
- Туреччина: Ізмір — віце-консульство
- Туркменістан: Ашгабат — посольство
- Узбекистан: Ташкент — посольство
- Філіппіни: Маніла — посольство
- Філіппіни: Себу — консульство
- Шрі-Ланка: Коломбо — висока комісія
- Японія: Токіо — посольство
- Японія: Осака — генеральне консульство

### Північна Америка
- Канада: Оттава — висока комісія
- Канада: Монреаль — генеральне консульство
- Канада: Торонто — генеральне консульство
- Канада: Ванкувер — генеральне консульство
- Куба: Гавана — посольство
- Мексика: Мехіко — посольство
- Мексика: Монтеррей — консульство
- Тринідад і Тобаго: Порт-оф-Спейн — висока комісія
- США: Вашингтон — посольство
- США: Атланта — генеральне консульство
- США: Бостон — генеральне консульство
- США: Лос-Анджелес — генеральне консульство
- США: Маямі — генеральне консульство
- США: Нью-Йорк — генеральне консульство
- США: Сан-Франциско — генеральне консульство
- США: Х'юстон — генеральне консульство
- США: Чикаго — генеральне консульство
- США: Денвер — представництво уряду Великої Британії
- США: Сіетл — представництво уряду Великої Британії
- Барбадос: Бриджтаун — висока комісія
- Беліз: Бельмопан — висока комісія
- Коста-Рика: Сан-Хосе — посольство
- Домініканська Республіка: Санто-Домінго — посольство
- Сальвадор: Сан-Сальвадор — посольство
- Гватемала: Гватемала — посольство
- Гаїті: Порт-о-Пренс — посольство
- Ямайка: Кінгстон — висока комісія
- Панама: Панама — посольство
- Сент-Люсія: Кастрі — висока комісія

### Південна Америка
- Аргентина: Буенос-Айрес — посольство
- Болівія: Ла-Пас — посольство
- Бразилія: Бразиліа — посольство
- Бразилія: Ресіфі — генеральне консульство
- Бразилія: Ріо-де-Жанейро — генеральне консульство
- Бразилія: Сан-Паулу — генеральне консульство
- Бразилія: Порту-Алегрі — офіс комерції
- Венесуела: Каракас — посольство
- Гаяна: Джорджтаун — висока комісія
- Еквадор: Кіто — посольство
- Колумбія: Богота — посольство
- Парагвай: Асунсьйон — посольство
- Перу: Ліма — посольство
- Уругвай: Монтевідео — посольство
- Чилі: Сантьяго — посольство

### Африка
- Алжир: Алжир — посольство
- Ангола: Луанда — посольство
- Ботсвана: Габороне — висока комісія
- Бурунді: Бужумбура — відділ зв'язків посольства
- Гамбія: Банжул — посольство
- Гана: Аккра — висока комісія
- Гвінея: Конакрі — посольство
- ДР Конго: Кіншаса — посольство
- Еритрея: Асмера — посольство
- Ефіопія: Аддис-Абеба — посольство
- Єгипет: Каїр — посольство
- Єгипет: Александрія — генеральне консульство
- Замбія: Лусака — висока комісія
- Зімбабве: Хараре — посольство
- Камерун: Яунде — висока комісія
- Кенія: Найробі — висока комісія
- Кот-д'Івуар: Абіджан — посольство
- Ліберія: Монровія — посольство
- Лівія: Триполі — посольство
- Лівія: Бенгазі — відділ зв'язків
- Маврикій: Порт-Луї — висока комісія
- Мадагаскар: Антананаріву — посольство
- Малаві: Лілонгве — висока комісія
- Малі: Бамако — відділ зв'язків посольства
- Марокко: Рабат — посольство
- Марокко: Касабланка — генеральне консульство
- Мозамбік: Мапуту — висока комісія
- Намібія: Віндгук — висока комісія
- Нігерія: Абуджа — висока комісія
- Нігерія: Лагос — представництво високої комісії
- Нігерія: Кадуна — відділ зв'язків високої комісії
- Нігерія: Ібадан — відділ зв'язків
- Нігерія: Порт-Гаркорт — відділ зв'язків високої комісії
- ПАР: Преторія — висока комісія
- ПАР: Кейптаун — генеральне консульство
- ПАР: Йоганнесбург — бюро торгівлі та інвестицій
- Південний Судан: Джуба — посольство
- Руанда: Кігалі — висока комісія
- Сейшельські Острови: Вікторія — висока комісія
- Сенегал: Дакар — посольство
- Сомалі: Могадішо — посольство
- Судан: Хартум — посольство
- Сьєрра-Леоне: Фрітаун — висока комісія
- Танзанія: Дар-ес-Салам — висока комісія
- Туніс: Туніс — посольство
- Уганда: Кампала — висока комісія

### Австралія та Океанія
- Австралія: Канберра — висока комісія
- Австралія: Мельбурн — генеральне консульство
- Австралія: Сідней — генеральне консульство
- Австралія: Брисбен — консульство
- Австралія: Перт — консульство
- Нова Зеландія: Веллінгтон — висока комісія
- Нова Зеландія: Окленд — генеральне консульство
- Папуа Нова Гвінея: Порт-Морсбі — висока комісія
- Соломонові Острови: Хоніара — висока комісія
- Фіджі: Сува — висока комісія

## Представництва в міжнародних організаціях
- Європейський Союз: Брюссель — постійне представництво
- Європейський Союз: Страсбург — постійне представництво
- Рада Європи: Страсбург — делегація
- НАТО: Брюссель — постійне представництво
- Організація з безпеки і співробітництва в Європі: Відень — делегація
- Організація Об'єднаних Націй: Нью-Йорк — делегація
- Організація Об'єднаних Націй: Відень — представництво
- Організація Об'єднаних Націй: Женева — представництво
- Організація Об'єднаних Націй: Рим — представництво
  -  Продовольча та сільськогосподарська організація ООН
  -  Міжнародний фонд сільськогосподарського розвитку
  - Всесвітня продовольча програма
- Програма ООН з довкілля: Найробі — представництво
- Програма ООН з населених пунктів: Найробі — представництво
- ЮНЕСКО: Париж — делегація
- Міжнародна організація цивільної авіації: Монреаль — представництво
- Міжнародний валютний фонд: Вашингтон — делегація
- Група Світового банку: Вашингтон — делегація
- Організація економічного співробітництва та розвитку: Париж — делегація
- Міжамериканский банк розвитку: Вашингтон — представництво
- Азійський банк розвитку: Маніла — представництво
- Африканський банк розвитку: Туніс — представництво
- Організація із заборони хімічної зброї: Гаага — представництво
- Комітет із роззброєння: Женева — постійне представництво

## Дипломатичні прапори

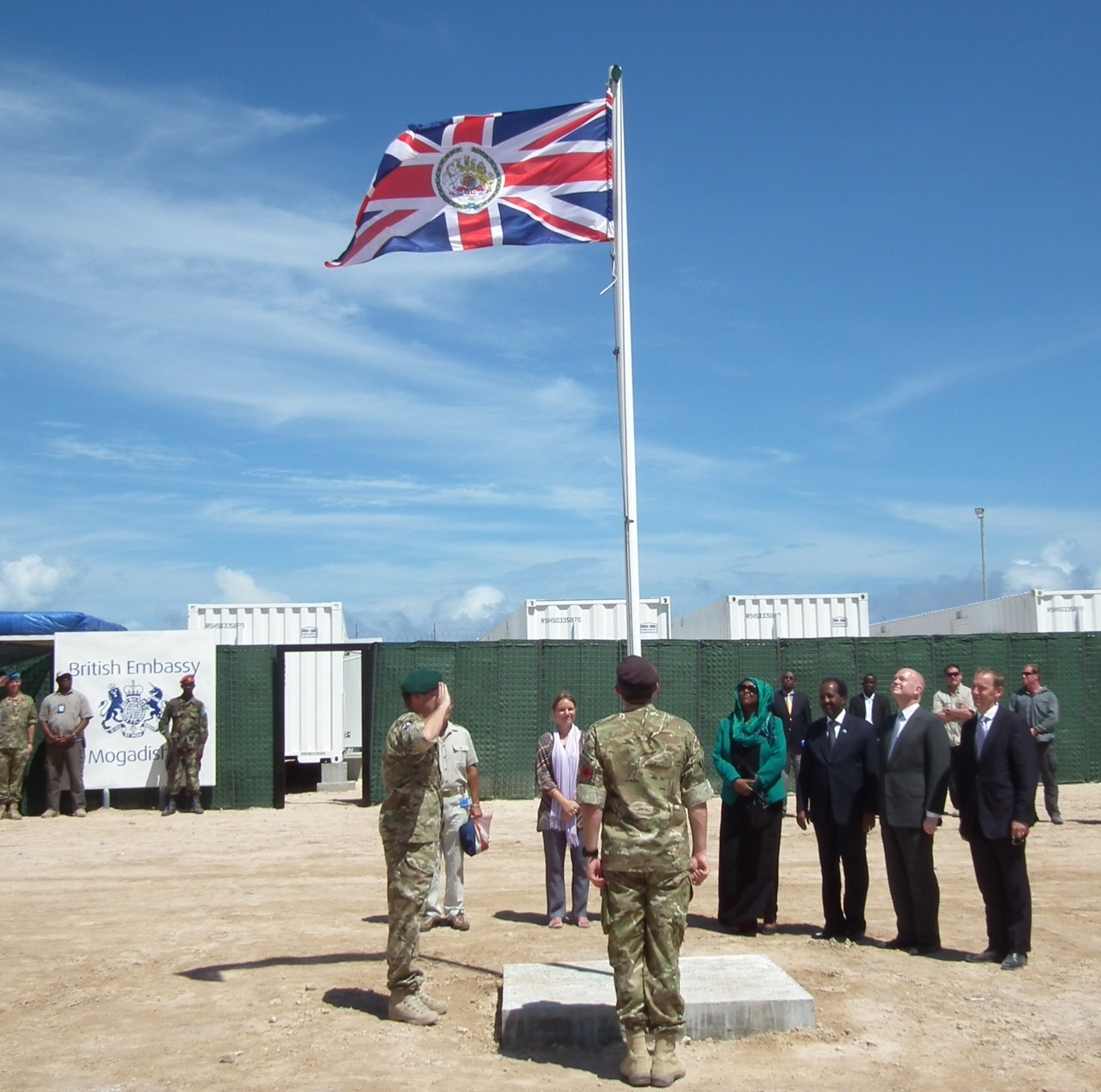
Дипломатичний прапор на церемонії відкриття посольства в Могадішо, Сомалі.

Велика Британія є однією з лише двох країн (інша Таїланд), яка використовує дипломатичні прапори, відмінні від державного прапора. Ці прапори підіймають біля будівель посольств та консульств. Окрім того, існує дипломатичний морський прапор, який підіймається на британських дипломатичних кораблях в міжнародних чи іноземних водах.
| Прапор | Використання                              | Опис                                                                                    |
| ------ | ----------------------------------------- | --------------------------------------------------------------------------------------- |
|        | Використовується посольствами             | Прапор Великої Британії із накладеним посередині гербом Великої Британії                |
|        | Використовується високими комісіями       | Звичайний прапор Великої Британії                                                       |
|        | Використовується консульствами            | Прапор Великої Британії із накладеним посередині зображенням королівської корони        |
|        | Використовується дипломатичними кораблями | Державний морський прапор Великої Британії із гербом Великої Британії у вільній частині |